# Žagarės ozas
Žagarės ozas este o arie protejată (sit de importanță comunitară — SCI) din Lituania întinsă pe o suprafață de 49 ha, integral pe uscat.

## Localizare
Centrul sitului Žagarės ozas este situat la coordonatele 56°20′54″N 23°12′58″E / 56.3483°N 23.2161°E.

## Înființare
Situl Žagarės ozas a fost declarat sit de importanță comunitară în septembrie 2008 pentru a proteja 6 specii de animale.

## Biodiversitate
Situată în ecoregiunea boreală, aria protejată conține 2 habitate naturale: Pajiști uscate seminaturale și facies de acoperire cu tufișuri pe substraturi calcaroase (Festuco-Brometalia) (* situri importante pentru orhidee), Păduri de conifere pe eskere fluvioglaciare sau legate la acestea.
La baza desemnării sitului se află mai multe specii protejate:
- păsări (1): buhai de baltă (Botaurus stellaris)
- mamifere (1): vidră de râu (Lutra lutra)
- nevertebrate (1): fluturele purpuriu (Lycaena dispar)
- pești (3): zvârluga (Cobitis taenia), Lampetra fluviatilis, țipar (Misgurnus fossilis)

Pe lângă speciile protejate, pe teritoriul sitului au mai fost identificate 4 specii de plante.